# Małyniwci
Małyniwci (ukr. Малинівці) – wieś na Ukrainie, w obwodzie chmielnickim, w rejonie kamienieckim, nad Dnieprem.
W czasach Rzeczypospolitej wieś leżała w województwie podolskim. Odpadła od Polski w wyniku II rozbioru.